# حادثه توماس کراون (فیلم ۱۹۶۸)
حادثه توماس کراون (انگلیسی: The Thomas Crown Affair) یک فیلم جنایی، سرقت، درام و رمانتیک آمریکایی محصول سال ۱۹۶۸ به کارگردانی نورمن جویسون و نویسندگی آلن تراستمن با بازی استیو مک‌کوئین، فی داناوی، پال برک و جک وستون است. داستان ویکی اندرسون (داناوی) را دنبال می‌کند که برای تحقیق در مورد مجرمان یک سرقت چند میلیون دلاری از بانک، که توسط توماس کراون (مک‌کوئین) ترتیب داده شده بود، استخدام می‌شود.
این فیلم نامزد دو جایزه اسکار شد و جایزه بهترین آهنگ اصلی را برای آهنگ «آسیاب‌های بادی ذهن تو» اثر میشل لگراند دریافت کرد. بازسازی فیلم در سال ۱۹۹۹ و ۲۰۲۷ انجام شد.

## بازیگران
- استیو مک‌کوئین در نقش توماس کراون
- فی داناوی در نقش ویکی اندرسون
- پال برک در نقش کارآگاه ادی مالون
- جک وستون در نقش اروین ویو
- گوردون پینسنت
- آدیسون پاول
- یافت کوتو
- ریچارد بول
- ارنست آلن امرسون
- بروس گلوور
- تود مارتن
- تام روسکوئی

## انتشار فیلم
فیلم «ماجرای توماس کراون» اولین نمایش جهانی خود را در ۱۹ ژوئن ۱۹۶۸ در بوستون داشت و در ۲۶ ژوئن ۱۹۶۸ در لس‌آنجلس و نیویورک نیز به نمایش درآمد و در اوت ۱۹۶۸ به طور سراسری اکران شد.

## بازخوردها
- تا سال ۲۰۲۰، این فیلم از ۴۰ نقد در وب‌سایت نقد فیلم راتن تومیتوز، امتیاز ۷۰٪ را کسب کرد. نظر موافق این سایت این است: «استیو مک‌کوئین با سهولت و اعتماد به نفس در این نقش جا می‌افتد، در فیلمی که بینندگان را به دنیایی عجیب و غریب با سبک و جذابیت جنسی می‌برد.»[۳]
- این فیلم در گیشه موفق بود زیرا با بودجه ۴٫۳ میلیون دلاری، ۱۴ میلیون دلار فروش داشت.[۴]

## بازسازی فیلم
- نسخه بازسازی‌شده در سال ۱۹۹۹ با بازی پیرس برازنان در نقش کراون، رنه روسو در نقش بازرس بیمه و دنیس لیری در نقش کارآگاه منتشر شد. فی داناوی، همبازی فیلم اصلی، نیز در نقش درمانگر کراون ظاهر می‌شود. این اقتباس با نسخه اصلی متفاوت است، زیرا داستان آن به جای بوستون، در نیویورک اتفاق می‌افتد و سرقت به جای پول نقد، از یک نقاشی بی‌قیمت، اثر مونه، انجام می‌شود. از دیگر تفاوت‌های داستان، می‌توان به فقدان کامل خشونت در جنایات توماس کراون اشاره کرد.[۵]
- در سال ۲۰۱۶، مایکل بی. جردن با امید به بازی در نقش اصلی، به مترو گلدوین مایر پیشنهاد اقتباس جدیدی از داستان را داد. در آوریل ۲۰۲۳، پس از خرید از آمازون اعلام کرد که قصد دارد این مجموعه را دوباره راه‌اندازی کند و یک فیلم بلند جدید از طریق استودیوهای آمازون این شرکت که بعداً به استودیوهای آمازون تغییر نام داد، در دست ساخت است. در ۱۱ سپتامبر ۲۰۲۴، اعلام شد که مایکل بی. جردن برای کارگردانی و بازی در فیلم جدید، با نویسندگی درو پیرس، بازگشته است. در ۲۵ آوریل ۲۰۲۵، تاریخ اکران آن ۵ مارس ۲۰۲۷ اعلام شد.[۶]